# Just Friends
Just Friends és una comèdia romàntica dels Estats Units del 2005 dirigida per Roger Kumble i protagonitzada per Ryan Reynolds, Amy Smart i Anna Faris.

## Sinopsi
A l'escola, en Chris era sempre l'amic de les noies, car no responia del tot als criteris de selecció. En Chris Brander i la Jamie Palamino són amics des de sempre. En Chris decideix que aquesta relació ha d'evolucionar, però ella només vol que siguin amics. Humiliat i amb el cor trencat, se'n va a Los Angeles on esdevé productor de música, i totes les noies li van al darrere. De camí a París amb la seva última conquesta, Samantha James, el seu jet privat aterra d'urgència prop del seu poble natal a Nova Jersey. Es topa cara a cara de nou amb el seu amor d'infància...